# أندرياس كريغر
أندرياس كريغر (بالألمانية: Andreas Krieger) (و. 1966  م) منافس ألعاب قوى، في برلين.

## جوائز
```
على جوائز منها:

```

- ترتيب الاستحقاق الوطني الفضي.

## روابط خارجية
- أندرياس كريغر على موقع الاتحاد الدولي لألعاب القوى (الإنجليزية)